# Резолуција Савета безбедности УН 1325
Резолуција Савета безбедности ОУН 1325(S/RES/1325) “Жене, мир и безбедност” усвојена је једногласно од стране Савета безбедности ОУН 31. октобра 2000, позивајући се на резолуције 1261 (1999), 1265 (1999), 1296 (2000) и 1314 (2000). Резолуција Савета безбедности је признала непропорционални и јединствен утицај оружаних сукоба на жене и девојчице. Резолуција позива на усвајање родне перспективе како би се размотриле посебне потребе жена и девојчица током сукоба, репатријације и пресељења, рехабилитације, реинтеграције и постконфликтног опоравка.
Резолуција 1325 је била први званични легални документ Савета безбедности који је захтевао од страна у сукобу да спрече кршење права жена, подрже учешће жена у мировним преговорима и постконфликтном опоравку, као и да заштите жене и девојчице од сексуалног и родно заснованог насиља у оружаним сукобима. Такође је била прва резолуција Савета безбедности која је посебно истицала јединствени утицај сукоба на жене. Резолуција представља организациони оквир за женски, мировни и безбедносни програм, који је усресређен на унапређивање компонената резолуције 1325.

## Резолуција

### Запажања
Запажања истичу да Савет безбедности сматра питање жена и оружаних сукоба веома важним за међународни мир и безбедност. Изражавају забринутост Савета за цивиле у оружаним сукобима, посебно жене и децу, који чине већину жртава сукоба и који су све више мета оружаних група. Напади на цивиле, а посебно за жене и децу, негативно утичу на мир и помирење сукобљених страна.
Прецизније, запажања:
- Поново потврђују важну улогу коју жене играју у превенцији сукоба, решавању конфликата и изградњи мира.
- Наглашавају значај равноправног учешћа жена у миру и безбедности и потребе за повећаним учешћем жена у спречавању сукоба и изградњи мира.
- Потврђују важност међународног хуманитарног права и људских права у заштити жена и њихових права.
- Препознају потребу да се усвоји родна перспектива у мировним операцијама и потребу за обуком припадника мировних снага о специјалним потребама жена и деце у сукобу и хуманитарним условима.
- Препознају да је заштита жена и девојчица и њихово учешће у мировним процесима важно за међународни мир и безбедност.

### Акти
Оперативни део резолуције 1325 позива земље чланице да препознају потребе жена и девојчица у оружаном сукобу и подрже њихово учешће у мировним преговорима. Кључне компоненте и препоруке резолуције су:
- Спречавање сексуалног и родно заснованог насиља у оружаном сукобу: резолуција 1325 позива све стране у сукобу да предузму специјалне мере за заштиту жена и девојчица од насиља у оружаном сукобу, посебно сексуалног и родно заснованог насиља. Она такође позива државе да окончају некажњивост злочина против човечности, посебно сексуалног насиља и да кривично гони преступнике.
- Мировни преговори: Резолуцијом се позива на укључење родне перспективе у мировне преговоре и повећање учешћа жена у мировним преговорима, уз окретање посебне пажње на подршку мировних иницијатива локалних жена.
- Заштита жена и девојчица у избегличким условима: Резолуција позива стране у сукобу да размотре посебне потребе жена и девојчица приликом дизајнирања и администрације избегличких логора.
- Разоружавање, демобилизација и реинтеграција (DDR): такође позива на разматрање родне равноправности у ДДР, посебно на сагледавање различитих потреба мушких и женских бивших бораца.
- Политичко учешће жена: резолуција позива државе чланице да повећају учешће жена на свим нивоима доношења одлука у националним, регионалним и међународним институцијама.
- Уведу родну перспективу у мировне операције, разматрање полова у мисијама Савета безбедности и консултовање са међународним и локалним женским организацијама.
- Обезбеде обуку  за УН и земље чланице о заштити, правима и потребама жена; осетљивости полова; и значају укључивања жена у одржавање и изградњу мира.
- Балансирање полова у УН: повећање заступљености жена као специјалних представница и изасланица, као и у теренским операцијама, посебно међу војним посматрачима, у цивилној полицији, особљу за људска права и хуманитарном особљу.
- Извештавање: Резолуција захтева да генерални секретар УН-а води студију о утицају оружаних сукоба на жене и девојчице, улози жена у процесу изградње мира, родној димензији мировних процеса и решавања конфликата, као и о обезбеђивању равноправности полова у мировним мисијама УН. Савет такође позива генералног секретара да пријави закључке тих студија Савету безбедности.

Резолуцијом се такође позивају све земље да у потпуности поштују Међународно право које се односи на права и заштиту жена и девојчица, а посебно обавезу из Женевске конвенције из 1949. и додатни протокол из 1977., Избегличку конвенцију из 1951. И протокол из 1967., Конвенцију о елиминацији свих видова дискриминације жена (CEDAW) и њен Опционални протокол и Конвенцију о правима детета и оба опционална протокола, Опционални протокол о учешћу деце у оружаном сукобу и Опционални протокол о продаји деце, дечијој проституцији и дечијој порнографији и коначно да имају у виду одредбе Римског статута Међународног кривичног суда.

## Историја
Резолуција је једногласно усвојена у октобру 2000. године, након обимног лобирања од стране Радне групе за жене, мир и безбедност (NVO WG) и Развојног фонда за жене Уједињених нација (УНИФЕМ; наслеђен од стране Жене УН). Нетумбо Нанди-Ндајтва, тадашња министарка за женска питања у Намибији, покренула је резолуцију када је земља преузела председавање Саветом безбедности.
Амбасадор Анварул Чодхри, који представља Бангладеш у Савету безбедности, такође је дао значајан допринос, користећи улогу Бангладеша као председника савета да привуче пажњу на допринос жена миру и безбедности. Чодхри је наставио да улаже напоре за потпуну имплементацију резолуције 1325.
Радна група невладиних организација одиграла је критичну улогу у успешном залагању Савета за одржавање отворених седница о женама, миру и безбедности, консултацијама са члановима Савета о резолуцији и пружању применљивих информација.
Пекиншки акциони план из 1995. године садржао је цело поглавље посвећено женама, миру и безбедности. Током 90-их година, заједница Невладиних организација је почела да придаје све већу пажњу негативним утицајима рата на жене, поготово након сексуалног насиља виђеног у грађанским ратовима у Босни, Западној Африци и Руанди. Активисти су такође били узнемирени због тога што су се жене суочавале са значајним препрекама приликом уласка у мировне преговоре и негативних утицаја које су жене трпеле након сукоба.
Пета годишњица конференције у Пекингу (Пекинг + 5) обезбедила је критичан моментум за напредак на пољу питања жена, мира и безбедности у УН.
У историји и усвајању револуције приметно је присуство невладиних организација и грађанског друштва који су и учествовали у изради резолуције. Дводневна дебата о резолуцији била је догађај на коме је Савет први пут посветио расправу женама.

## Имплементација

### Уједињене нације
Две главне компоненте резолуције 1325 јесу решавање питања сексуалног насиља у оружаном сукобу и повећање учешћа жена у мировним процесима и политичким институцијама. У Уједињеним нацијама, резолуција је довела до давања веће пажње равноправности полова и процене различитих утицаја на жене и мушкарце. Главни програми који спроводе резолуцију су жене УН-а и Одељење за мировне операције, мада је и други програми такође примењују на сопствени рад.

#### Четири стуба имплементације
У 2009, резолуција 1889 позвала је Генералног секретара да развије низ индикатора за праћење имплементације резолуције 1325. Индикатори се користе за програме од стране УН-а, али су такође усвојени од стране држава чланица и невладиних организација.
Развијени индикатори представљају четири стуба превенције, заштите, партиципације и олакшања и опоравка.
- Превенција је фокусирана на спречавање сексуалног и родно заснованог насиља, као и на свест о родној равноправности у превенцији конфликата и системима раног упозоравања. Ово укључује спречавање сексуалног искоришћавања и злоупотребу од стране мировних снага.
- Заштита укључује побољшање безбедности жена и девојчица, физичког и менталног здравља,економску безбедност и целокупно благостање. Такође се фокусира на унапређивање права жена и девојчица и њихову правну заштиту.
- Учешће се односи на промовисање учешћа жена у мировним процесима, повећање броја жена на свим нивоима институционалног доношења одлука и повећања партнерства са локалним женским организацијама. Учешће такође укључује повећање учешћа жена у УН на високим положајима -као специјалних представника и у мировним мисијама и операцијама.
- Напори у олакшању и опоравку требало би да обезбеде једнаку расподелу помоћи за жене и девојчице, као и да укључе родну перспективу у процесе олакшавања и опоравка.

Посебни показатељи укључују бројеве за праћење који се односе на исход, као што је број жена у мировним преговорима, број војних приручника који укључују мере за заштиту жена или број случајева насиља над женама који се истражују.

### Национални акциони планови
Две године након што је резолуција 1325 усвојена, Савет безбедности почео је да подстиче развој националних акционих планова (НАП), као средство које земље чланице могу да искористе да детаљно опишу кораке које ће предузети да би испуниле циљеве резолуције. Од септембра 2016., 63 земље су усвојиле такве планове. Акциони планови се баве политичком, друштвеном и људском безбедношћу и често захтевају међусобну сарадњу. Многи акциони планови држава донора су окренути ка споља, наглашавајући и документујући њихову посвећеност промовисању принципа резолуције 1325; земље у развоју и оне погођене сукобима обично користе Акционе планове да подрже учешће жена у политици и мировним процесима, као и да прикажу унутрашње напоре за заштиту жена од сексуалног и родно заснованог насиља. Тренутно су Европа (27) и Африка (19) региони са највећим бројем националних акционих планова. Иако се број држава које су усвојиле Акциони план рапидно повећавао до 10. (2010.) и 15. (2015.) годишњице усвајања резолуције 1325, само 32% чланица УН су усвојиле Акционе планове. Водеће четири земље које доприносе полицијским снагама, војним експертима и војском мировним операцијама и даље нису усвојиле акционе планове. 

#### Изазови у имплементацији
Да би се имплементатори држали својих обавеза, Национални акциони планови резолуције 1325 садрже надзорни и евалуациони оквир који приказује специфичне индикаторе напретка и додељује јасне улоге и одговорности за праћење и извештавање о активностима. Неколико НАП садрже издвојену финансијску помоћ за развој или спровођење: истраживање НАП из 2014. године показало је да је финансирање најчешће одлазило на решавање сексуалног и родно заснованог насиља и повећање учешћа жена у мировним процесима,а најчешћи дефицит финансирања био реформа сектора безбедности и приступ правди.

#### Локални и Регионални акциони планови
Локални Акциони планови (ЛАП) су начин за операционализовање резолуције на локалном и нивоу заједнице. Земље као што су Србија, Сијера Леоне и Филипини су спровели механизме локалног нивоа за имплементацију резолуције и Националних акционих планова. Неколико регионалних организација усвојиле су регионалне акционе планове (РАП), укључујући Европску унију, Северноатлантски савез (НАТО), Економску заједницу Западноафричких држава (ECOWAS) и Форум лидера Пацифичких острва. Регионални акциони планови координирају приоритете за жене, мир и безбедност и помажу регионалним организацијама у стварању пројеката и финансирању питања из ове области.НАТО је искористио резолуцију 1325 за повећање нивоа жена у војсци и утицао је на седам земаља чланица НАТО-а да повећа учешће жена у војсци као циљ у имплементацији резолуције.

### Невладине организације
Ове организације играју важну улогу у имплементацији резолуције 1325. Невладине организације су подстицале владе да израде Националне акционе планове и многи НАП поседују надзорно тело невладиних организација које контролише одговорност влада према обавезама.
Невладине организације, нарочито женске организације, такође користе резолуцију 1325 у земљама погођеним сукобима како би лобирале својим владама да испуне ставке резолуције о питањима која се односе на укључење жена у конфликтне преговоре и укљученост појединих мировних мисија у допринос сексуалном насиљу и експлоатацији. Развијене међународне невладине организације имају важну улогу у ширењу информација о резолуцији малим невладиним организацијама и у обучавању локалних актера о самој резолуцији као и њеној примени. 

## Утицај

### Признање и обим
Резолуција 1325 се користи широм света као средство у циљу спровођења политике која се односи на једнакост полова. Такође се користи као организациони оквир за актере ван Уједињених нација, као што су државне невладине организације и истраживачи, на начин који се не користи ни једна друга резолуција Савета безбедности. На пример, то је једина резолуција чија се годишњица слави извештајима, конференцијама и специјалним седницама Савета безбедности, као и једина резолуција чијем су спровођењу посвећене Невладине организације. Од 2000., жене, мир и безбедност постали су важна тема у међународној политици, несумњиво подстакнути пролазом резолуције и наредним залагањем за њену имплементацију, као и повећање пажње према питањима сексуалног насиља у оружаном сукобу. Још једно велико обележје је Нобелова награда за мир из 2011., додељена Елен Џонсон Сирлиф, Лејми Гбови и Тавакул Карман "за њихову ненасилну борбу за безбедност жена и права жена на пуно учешће у раду на пољу изградње мира".  Како је тема жена и рата постајала све актуелнија, органи за доношење смерница окренули су се резолуцији и подржали је.
У оквиру УН-а, резолуција је подстакла већу пажњу на питање жена и сукоба. Пре резолуције 1325, Савет безбедности се ретко бавио питањем жена, осим повремених пролазних референци на жене и децу као рањиве групе у сукобу које је потребно заштитити. Од усвајања резолуције, Савет безбедности је усвојио још шест резолуција везаних за тему жена и оружаног сукоба. Поред тога, дошло је до значајне промене у реторици, а све више и више агенција УН-а, представника и држава чланица разговарају о томе како неједнакост полова утиче на мир и безбедност. Међутим, те промене су ограничене, само 33 од 225 резолуција Савета безбедности које су усвојене три године након усвајања Резолуције 1325, наводе речи "Пол" или "жене".

### Исходи
Процене резолуције 1325 укључују годишње извештаје Генералног секретара из 2013. и 2014. Године и десетогодишњи преглед имплементације резолуције 1325 који је спровела Служба за мировне операције, посматрајући дванаест мировних мисија УН и пријављених резултата у погледу делова резолуције. Закључци укључују:
- Политичко учешће жена имало је углавном позитивне резултате, а земље домаћина виде већу стопу женских бирача и политичара, као и повећање законских одредби за подршку једнакости полова.
- Ту је и даље низак ниво жена у мировним преговорима, а жене чине мање од 10 одсто оних који су формално уклучени у све мисије.
  - Академска истраживања показала су да је вероватноћа да ће жене бити поменуте у мировним процесима и споразумима после резолуције 1325 знатно већа.[17]
  - Већина мировних процеса подржаних од стране УН-а у периоду од 2011. до 2013. године одржавала је редовне консултације са женским организацијама, а 2012. и 2013. сви тимови за подршку УН укључивали су жене.[7]
- Институције безбедносног сектора виделе су ограничено повећање у женском униформисаном особљу генерално, упркос повећању броја униформисаних жена у мировним мисијама.
- Све више мировних мисија има родне саветнике – од 2014. године, девет од шеснаест мисија има родне саветнике.[18]
- Постоје помешани резултати у односу на једнакост полова у ДДР-у – неке мисије повећале су број жена које су биле демобилизоване, али су та побољшања била неуједначена у погледу мисија, а реинтеграција и даље представља изазов.
- Сексуално и родно засновано насиље и даље је распрострањено због некажњивости оних који га почине, упркос повећању обима обуке и заоштравању законодавства.
  - Број извештаја о сексуалном злостављању и експлоатацији од стране мировних снага наставља да расте, упркос повећању пажње на овај проблем у УН.[7]
  - Поред тога, жене као мировни градитељи и активисти су редовно жртве насиља и немају заштиту.[19]
- Мисије су оствариле веће напоре да заштите жене у избегличким и условима интерно расељених лица кроз повећане патроле и пратње, али ресурси за ту заштиту били су ограничени.

Извештај генералног секретара из 2014 о имплементацији резолуције 1325 закључио је да су, мада се чини да су жене све више интегрисане у операције Уједињених нација, изазови и даље присутни у потпуној имплементацији резолуције на оперативном нивоу.У УН-у, жене, мир и безбедност део је реторике о миру и безбедности: Резолуције Савета безбедности све више помињу Пол, извештаји мисија УН често помињу жене, мир и безбедност, а постоји и повећано извештавање о тим питањима у телима УН. Међутим, и даље постоје распрострањени извештаји о сексуалном злостављању и експлоатацији од стране припадника мировних операција, упркос повећању пажње на то питање унутар УН.
У част 15. годишњице резолуције у 2015, Уједињене нације одржале су процену резолуције 1325 "да би процениле напредак и убрзале акцију" на отвореној дебати Савета безбедности о женама, миру и безбедности, одржаној 13. октобра 2015. године. Након дебате, жене УН-а су објавиле Спречавање сукоба, претварање правде и обезбеђивање мира: глобалну студија о имплементацији резолуције 1325 Савета безбедности Уједињених нација.Извештај обухвата напредак и изазове и даје препоруке за унапређивање циљева резолуције у друштвеном сектору.
У априлу 2016, жене УН и Инклузивна иницијатива за мир и транзицију, коју је предводила експерт за мировне процесе Танија Пафенхолц, објавиле су извештај који је припремљен као увод разматрања на високом нивоу, процењујући укључивање жена и утицај на мировне преговоре.

## Критике

### Родни есенцијализам
Неке феминисткиње критиковале су резолуцију 1325 јер се ослања на есенцијалистичке представе жена,приказује жене као жртве, док игнорише могућност да оне допринесу насиљу исто колико и миру.На пример, извештаји о насиљу против цивила често наглашавају да су "жене и деца" жртве како би илустровали бруталну природу насиља. Насупрот томе, овај стереотип такође имплицира да мушкарци нису жртве, упркос бројним случајевима мушкарца жртава сексуалног насиља или родно заснованог насиља -убијања мушкараца, јер су мушкарци.
Родни есенцијализам такође претпоставља да су жене по природи мирне, обично због њиховог искуства у мајчинству, што је један од главних разлога који људи користе приликом промовисања укључивања жена у мировне процесе. Још један родно есенцијалистички аргумент јесте да су жене по природи градитељи коалиција и да је већа вероватноћа да ће успешно радити са припадницима других група. Резолуција 1325 укључује ове претпоставке, а оне се често цитирају и у извештајима Генералног секретара, покретима заступања, као и Националним акционим плановима. Резултат овога је да жене често осећају потребу да се повинују одређеним стереотипима и да су жене које се не уклапају у те идеале често маргинализоване у политици.

### Искључив фокус на жене
Повезана критика на претходну јесте та да се искључивим пружањем пажње ка женама занемарује улога мушкараца. Према овој линији критика генералне вредности и ставови мушкараца и жена су важнији од пола када се ради о насиљу и миру. И мушкарци и жене са феминистичким вредностима и позитивним ставом према равноправности полова имају тенденцију да буду мање ратоборни и нетолерантни.Студија политичких активиста на Тајланду показала је да ће мушкарци који се идентификују са идеалима мушкости и наглашавању мушку супериорност над женама и имају став да су прави мушкарци жестоки, чешће учествовати у политичком насиљу.

### Равноправност полова
Резолуција 1325 подржава равноправност полова тј. увођење родне перспективе у све програме, мировне мисије и друге програме УН-а у вези са миром и безбедношћу.Критичари тврде да други делови резолуције, као што је постојање саветника за род, доводе до сегрегације женских права од других питања мира и безбедности, стављајући женска права у “родни гето” и одвајајући их од равноправности. Ограничавањем улога жена на Саветнике полова или канцеларије, безбедносне институције и даље гледају на питања полова као спорну тему, а институције и даље имају системе у којима доминирају мушкарци. Немачка у почетку није спровела 1325 национални акциони план из тог разлога, тврдећи да је у своје владине агенције и политику увела родну равноправност, иако је касније, у 2012. Ипак усвојила Национални акциони план. 

### Утицаји
Упркос посвећивању пажње спровођењу резолуције 1325 и развоја индикатора,постоји мало доказа о ефектима у земљама погођеним сукобима. Процене УН-а саме показују ограничени напредак у само пар области-најпримећенији у политичкој активацији жена. Поред тога, резолуција зависи од многих недоказаних претпоставки, као што је могућност да учешће жена у овим процесима има трансформациони утицај на мир и безбедност. Међутим, скорашње иницијативе су нагласиле потребу за више података за праћење резултата, укључујући и разматрање резолуције на високом нивоу, које ће вероватно обезбедити детаљнију анализу имплементације и ефеката резолуције.

## Повезане групе
Радна група за жене, мир и безбедност је коалиција осамнаест невладиних организација, које се колективно залажу за равноправно и пуно учешће жена у свим напорима за стварање и одржавање међународног мира и безбедности. Оригинални чланови приликом формирања 2000. Били су:
- Међународна лига жена за мир и слободу (WILPF)
- Амнести Интернешенел(AI)
- Међународно упозорење (IA)
- Женска комисија за избегличке жене и децу (WCRWC)
- Хашки апел за мир (HAP)

Радна група невладиних организација сада се фокусира на имплементацију свих резолуција Савета безбедности које се односе на жене, мир и безбедност. Група је још увек активна и спроводи месечне акције на пољу питања жена, мира и безбедности која утичу на земље на дневном реду Савета.
Жене мира- једна од оснивачких чланова радне групе Невладиних организација, је пројекат спонзорисан од стране међународног Савеза за мир и слободу како би промовисао имплементацију резолуције 1325, кроз пружање централизованог чворишта информација у вези са питањем жена, мира и безбедности.
Пријатељи 1325 је неформална или ад хоц група земаља чланица УН формирана да се залаже за имплементацију резолуције 1325; организује је Канада.

## Повезане резолуције
Резолуција 1325 је везана за неколико других резолуција у вези са темом жена, мира и безбедности, која су усвојене од 2000. Међу њима су:
- Резолуција 1820 (2008), која осуђује сексуално насиље као оружје рата и проглашава силовање и друге облике сексуалног насиља као ратне злочине.
- Резолуција 1888 (2009), која налаже да мировне мисије спречавају и реагују на сексуално насиље и која је довела до стварања специјалног представника у области сексуалног насиља у оружаном сукобу.
- Резолуција 1889 (2009) о повећању учешћа жена у мировним процесима. Захтева да генерални секретар развије индикаторе за праћење имплементације резолуције 1325 и успоставља саветнике за заштиту жена који ће бити укључени у мировне мисије.
- Резолуција 1960 (2010) фокусира се на окончање некажњивости сексуалног насиља у оружаном сукобу позивајући генералног секретара да "именује и осрами" оружане групе које практикују сексуално насиље и уведе санкције како би се одвратиле од сексуалног насиља у оружаним сукобима.
- Резолуција 2106 (2013)[34]како би се решила некажњивост сексуалног насиља у оружаном сукобу и операционализација претходних резолуција. Такође се препознаје да сексуално насиље у сукобу може да утиче и на мушкарце и дечаке, као и на широко распрострањене трауме које сексуално насиље може да нанесе.
- Резолуција 2122 (2013)[35] поново потврђује посвећеност савета борби против сексуалног насиља у оружаном сукобу и потпуне имплементације резолуције 1325 и других резолуција о женама, миру и безбедности.